# 新塞利夫卡 (阿納尼伊夫市鎮)
47°38′13″N 29°55′34″E / 47.63694°N 29.92611°E
新塞利夫卡（烏克蘭語：Новоселівка）是位於烏克蘭西南部的村莊，由敖德萨州波季利斯克区的阿南伊夫市鎮負責管轄。該村始建於1815年，面積1.58平方公里，海拔高度127米，2001年人口325。